# Världens renaste häxa
Världens renaste häxa är en sång och en digital singel av den svenske artisten Olle Ljungström från 2017. Den släpptes i samband med och fanns även på Ljungströms senaste musikalbum, Måla hela världen (2017).

## Låtlista
Låtskrivare: Olle Ljungström, Torsten Larsson och Joel Fritzell.
1. "Världens renaste häxa" (3:14)